# Вставочный нейрон
Вставочный нейрон (синонимы: интернейрон, промежуточный нейрон; англ. interneuron, relay neuron, association neuron, bipolar neuron) — нейрон, связанный только с другими нейронами, в отличие от двигательных нейронов, иннервирующих мышечные волокна, и сенсорных нейронов, преобразующих стимулы из внешней среды в электрические сигналы.
Примером работы интернейронов могут служить тормозные интернейроны неокортекса, избирательно снижающие активность части сигналов, приходящих из таламуса. Это позволяет мозгу сфокусироваться на определённой задаче, не отвлекаясь на ненужные стимулы.
Интернейроны содержатся только в центральной нервной системе. Подавляющая часть нейронов центральной нервной системы является вставочными нейронами.
В 2008 году группой учёных предложена Петильянская терминология — номенклатура признаков ГАМКергических интернейронов коры мозга.